# Крістоффер Локберг
Крістоффер Лі Локберг (норв. Kristoffer Lie Løkberg, нар. 22 січня 1992, Тронгейм, Норвегія) — норвезький футболіст, центральний півзахисник клубу «Вікінг».

## Клубна кар'єра
Крістоффер Локберг народився у місті Тронгейм і першим клубом в його кар'єрі став «Стріндгайм». У 2010 році Крістоффер відправився до Англії, де проходив вишкіл у молодіжній команді клубу «Шеффілд Юнайтед». Але молодий футболіст не вразив англійських тренерів і в 2011 році повернувся до Норвегії, де приєднався до клуб Першого дивізіону «Рангейм». У клубі Локберг провів вісім сезонів, вигравши у 2017 році Перший дивізіон.
На початку 2019 року Локберг перейшов до стану клубу «Бранн». Але вже в серпні того року він став гравцем «Вікінга», з яким підписав контракт до кінця сезону 2021 року. У травні 2021 року футболіст продовжив контракт з клубом ще на два роки.

## Збірна
Крістоффер Локберг провів кілька матчів у складі юнацьких збірних Норвегії.

## Досягнення
Вікінг
 Переможець Кубка Норвегії: 2019